# 卡洛斯·瑪麗亞·伊西德羅·德·波旁
卡洛斯·馬利亚·伊西德罗·贝尼托·德·波旁（Carlos María Isidro Benito de Borbón；1788年3月29日—1855年3月10日），自稱莫利納伯爵，是西班牙國王卡洛斯四世第二名長大成人的兒子，也是反對伊莎贝拉二世的卡洛斯黨支持者所擁戴的西班牙國王，稱「卡洛斯五世」。
卡洛斯的兄长斐迪南七世废除了萨利克继承法，允许王室女性及其后裔继位，并且最终传位于女儿伊莎贝拉二世，引起了卡洛斯的不满，支持卡洛斯继承西班牙王位的政治派别即卡洛斯党。

## 卡洛斯黨王位繼承者
- 卡洛斯王子，自稱卡洛斯五世（1833年-1845年）
  - 蒙特莫林伯爵卡洛斯，自稱卡洛斯六世（1845年-1861年）
  - 蒙蒂松伯爵胡安，自稱胡安三世（1861年-1868年）
    - 馬德里公爵卡洛斯，自稱卡洛斯七世（1868年-1909年）
      - 馬德里公爵海梅，自稱海梅三世（1909年-1931年）

    - 聖海梅公爵阿方索·卡洛斯，自稱阿方索·卡洛斯一世（1931年-1936年）

| 王位覬覦者 | 王位覬覦者                                                                           | 王位覬覦者          |
| ---------- | ------------------------------------------------------------------------------------ | ------------------- |
| 頭銜成立   | — 名义上的 — 西班牙國王 1833年9月29日－1845年5月 继位失败原因： 王位傳給伊莎貝拉二世 | 繼任者： 卡洛斯六世 |